# Asquith (Saskatchewan)
Pour les articles homonymes, voir Asquith.
Asquith est une ville de la Saskatchewan (Canada)

## Géographie
Située dans le centre-ouest de la province, Asquith est à une distance de 38 km à l'ouest de Saskatoon.
Le territoire d'Asquith est situé dans la municipalité rurale de Vanscoy No. 345.

## Histoire
Le site d'Asquith a été initialement colonisé par les pionniers Andrew Mather et Jennet Mather, née Ainslie, provenant de l'Ontario. Fondé en 1903, Asquith devient un village en décembre 1907 et est incorporé en ville l'année suivante.

## Démographie
| 2006 | 2011 | 2016 |
| ---- | ---- | ---- |
| 576  | 603  | 639  |